# François Pyrard de Laval
Francois Pyrard de Laval (1570? - 1621?) byl francouzský mořeplavec. Při plavbě do Indie ztroskotal v roce 1602 u Maledivských ostrovů na nichž strávil 6 let. Byl prvním Evropanem, který podal jejich podrobný popis.

## Další cesty
Po návratu z Malediv pobýval v Góe (Indie), navštívil Cejlon a Malakku, poté se dostal až na ostrov Ternate na Molukách. Na zpáteční cestě navštívil znovu Góu a Diu v Indii. V roce 1611 se vrátil do Francie, kam přinesl i zprávy o méně známých oblastech Dálného východu, kde sám nepobýval. Zavedl do evropských jazyků termín "atol", který pochází z maledivského jazyka a označuje korálový ostrov s lagunou.

## Dílo
"Voyage de Pyrard de Laval, contenant sa navigation aux Indes Orientales, Maldives, Moluques...". Paříž 1619.